# Gypsochares bigoti
Gypsochares bigoti is een vlinder uit de familie vedermotten (Pterophoridae). De wetenschappelijke naam is voor het eerst geldig gepubliceerd in 1989 door Gibeaux & Nel.
De soort komt voor in Europa.